# Antonín Belcredi
Hrabě Antonín Belcredi (1744 – 14. ledna 1812 Brno) byl šlechtic z italského rodu Belcrediů, pocházejícího z Lombardie.

## Život
Antonín Belcredi se narodil v roce 1744 v italské Pávii. Jeho otcem byl Pius Giussepe Belcredi a matkou Ernestina Lestwicz.
Stal se důstojníkem armády a zúčastnil se mnoha válek. Proslavil se v sedmileté válce, během níž dosáhl hodnosti generála. V bitvě u Torgavy byl raněn a jeho přítel Jan Hubert z Freyenfelsu jej pozval na léčení do Líšně. Zde se seznámil s Marií Theodorou z Freyenfelsu (1752–1832), s níž v roce 1769 oženil.
Roku 1774[zdroj?] mu Marie Terezie udělila inkolát pro české země a mezi lety 1774 a 1778 přesídlil do Jimramova, který Marie Theodora zdědila po své bezdětné tetě Marii Antonii z Waldorfu. Armádu opustili v hodnosti generálmajora. Poté krátce působil ve Vídni, následně žil především v Brně. Zasloužil se o opravu jimramovského zámku a v Brně na dnešním náměstí Svobody nechal vystavět palác. Zde roku 1773 zřídil čítárnu a v roce 1778 osvícenecký salon, jenž se stal střediskem společenského života. V roce 1788 se stal velmistrem brněnské zednářské lóže. Jelikož byl pro své postoje a kritiku dvora pod dohledem policie, rozhodl se tento post opustit. V roce 1794 navštívil ve vězení v Olomouci francouzského generála La Fayetta. Po návštěvě napsal císaři dopis, ve kterém odsoudil generálovo věznění. V roce 1796 měl podporovat povstání rekrutů, za což mu bylo uděleno domácí vězení.
V Jimramově se často setkával a vedl diskuze s místními duchovními, kterými v té době byli Michal Blažek a Matěj Josef Sychra. Podílel se také na rozvoji obcí, které měl v držení. Dne 1. června 1802 vydal pro Jimramov první požární řád, který nesl název Pořádek, který na pád vzniknoucího ohně v městys Jimramově pozorován a zachován býti má. V letech 1800–1801 nechal na vlastní náklady postavit tzv. Horní školu. Údajně se měl také podílet na zřízení zednářské lóže a kasína. Dále je uváděn jako zakladatel střeleckého spolku a střelnice.
Se svojí manželkou měl 14 dětí, ale přežil ho jen Eduard Belcredi. Nejstarší syn Hubert Belcredi padl v roce 1805 v bitvě u Ulmu, druhorozený Ernest Belcredi se zabil při vjíždění na koni do brány zámku.

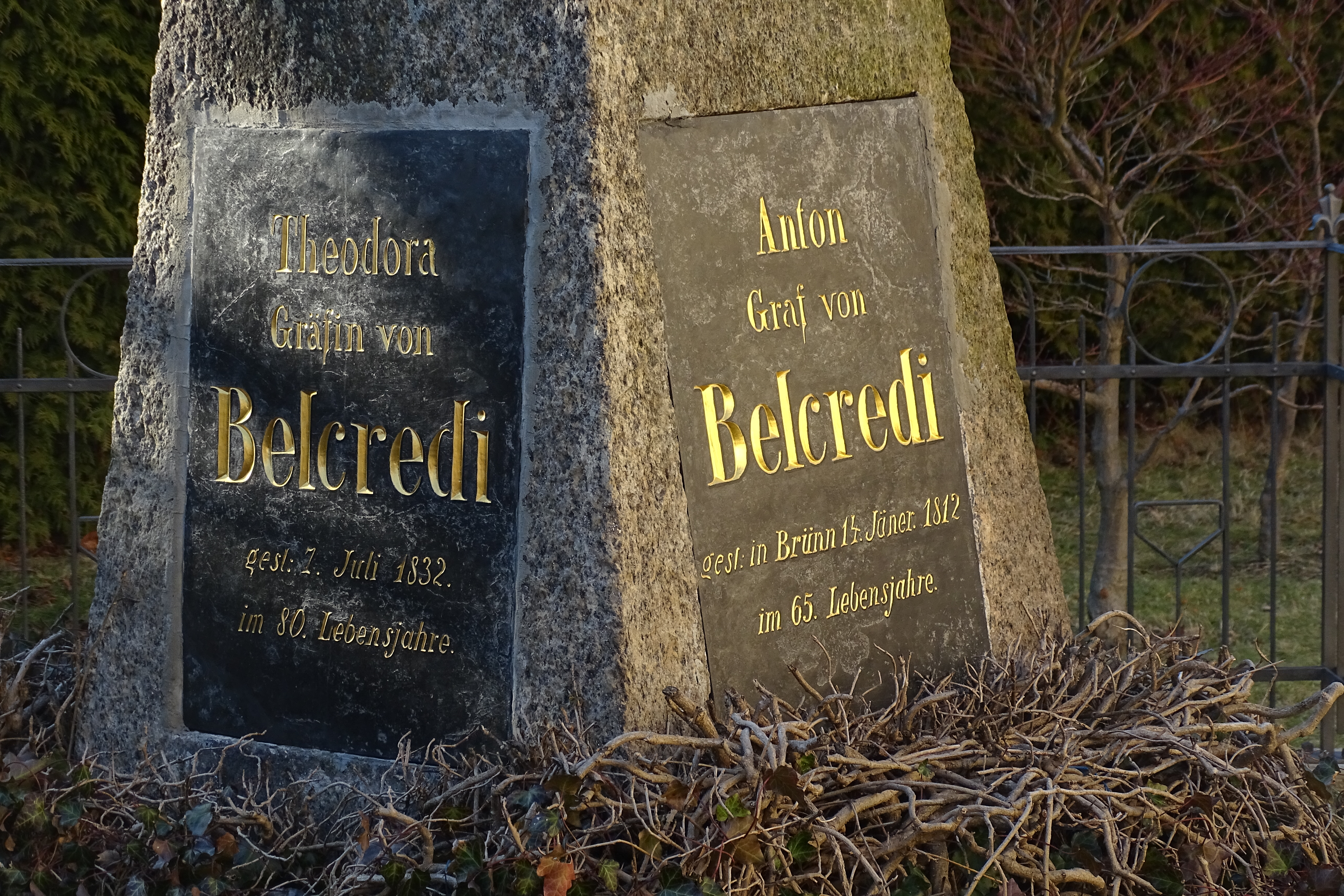
Náhrobek Antona Belcredi v Jimramově

Antonín Belcredi zemřel v Brně a 17. ledna 1812 byl pohřben na hřbitově v Jimramově.